# 2014年夏季青年奧林匹克運動會馬術比賽
2014年夏季青年奧林匹克運動會馬術比賽於2014年8月19日至24日在南京國際展覽中心舉行。

## 參賽國家

### 歐洲
- 英国
- 爱尔兰
- 意大利
- 荷兰
- 瑞典

### 北美洲
- 开曼群岛
- 厄瓜多尔*
- 萨尔瓦多
- 危地马拉

### 南美洲
- 阿根廷
- 巴西
- 智利
- 巴拉圭
- 乌拉圭

### 亞洲
- 中国
- 伊朗
- 沙特阿拉伯

### 澳大拉西亞
- 中国香港
- 日本
- 马来西亚
- 新西兰

### 非洲
- 埃及
- 摩洛哥
- 塞内加尔
- 南非
- 津巴布韦

## 獎牌榜
| 排名 | 国家／地区      | 金牌 | 银牌 | 铜牌 | 總數 |
| ---- | --------------- | ---- | ---- | ---- | ---- |
| -    | 混合国家（MIX） | 1    | 1    | 1    | 3    |
| 1    | 新西兰（NZL）   | 1    | 0    | 0    | 1    |
| 2    | 阿根廷（ARG）   | 0    | 1    | 0    | 1    |
| 3    | （AUS）         | 0    | 0    | 1    | 1    |
| 总计 | 总计            | 2    | 2    | 2    | 6    |

## 獎牌得主
| 項目                  | 金牌 | 银牌 | 铜牌 |
| 個人障礙超越 （詳細） | 埃米莉·弗拉泽 · 新西兰（NZL） | 馬丁娜·坎皮 · 阿根廷（ARG） | 杰克·亨特 · （AUS） |
| 團體障礙超越 （詳細） | 歐洲 · 馬蒂亞斯·阿爾瓦羅 · 意大利（ITA） · 邁克爾·達菲 · 爱尔兰（IRL） · 傑克·塞韋爾 · 英国（GBR） · 菲利普·阿格倫 · 瑞典（SWE） · 莉薩·諾倫 · 荷兰（NED） | 南美洲 · 弗朗西斯科·塞拉芬·卡爾韋洛·馬丁內斯 · 乌拉圭（URU） · 安托萬·波特 · 智利（CHI） · 巴萊裡婭·瑪麗亞·希門尼斯·卡瓦列羅 · 巴拉圭（PAR） · 馬丁娜·坎皮 · 阿根廷（ARG） · 比安卡·德索薩·羅德裡格斯 · 巴西（BRA） | 北美洲 · 波莉·瑟普爾 · 开曼群岛（CAY） · 瑪卡蕾娜·奇裡沃加·格蘭哈 · 厄瓜多尔（ECU） · 薩布麗娜·裡韋拉·梅薩 · 萨尔瓦多（ESA） · 斯特凡妮·布蘭德 · 危地马拉（GUA） · 瑪麗亞·加芙列拉·布魯加爾 · （DOM） |